# Rakı

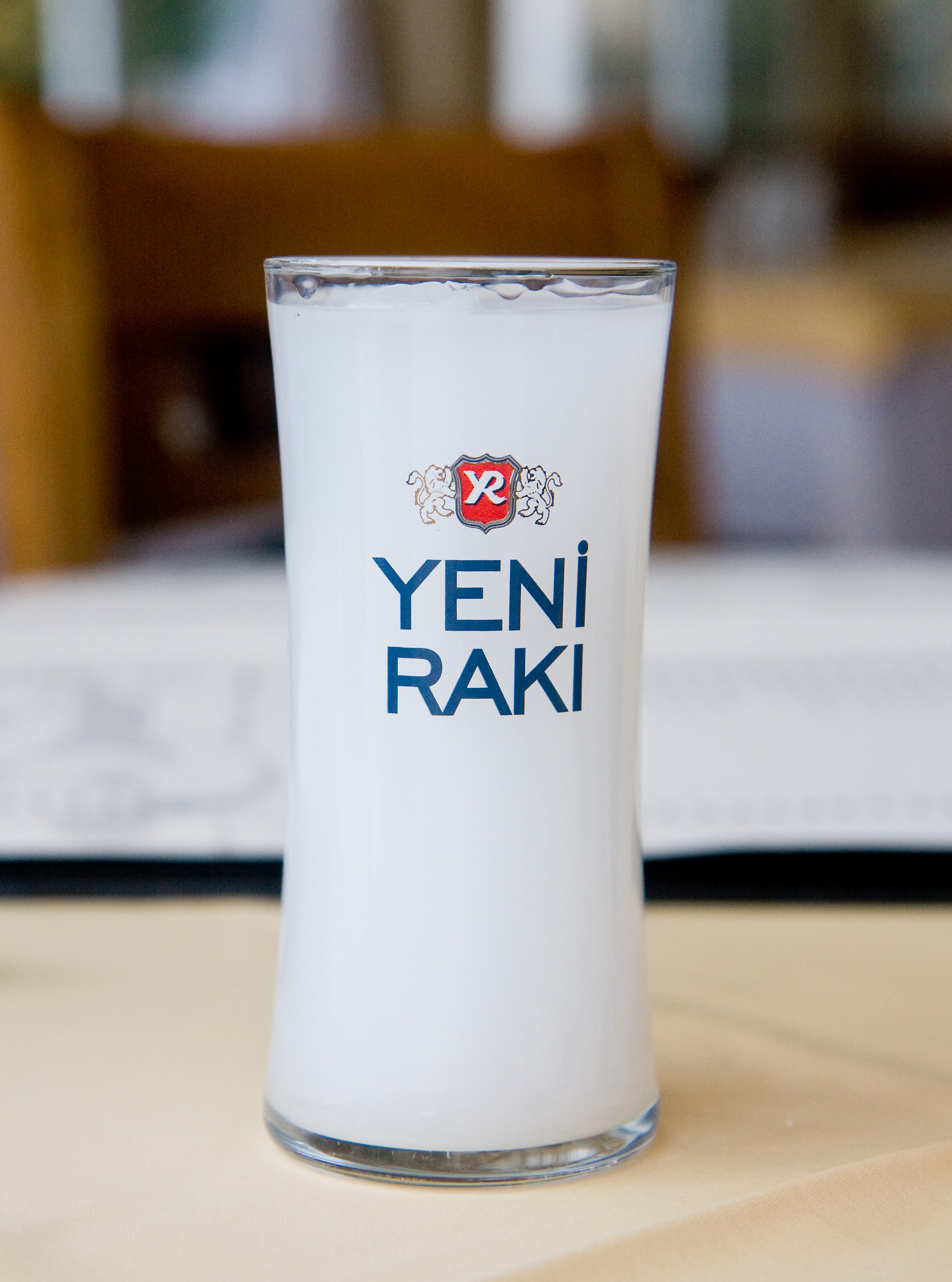
Yeni Rakı

Rakı é um licor derivado da uva e com sabor de anis, semelhante a outras bebidas como o áraque e o ouzo. É considerada a bebida nacional da Turquia e, às vezes, chamado de "leite de leão", porque, quando água é adicionada, a mistura fica com uma cor esbranquiçada. É feito de figos, uvas e passas de uva, aromatizado com anis. A maioria é bastante potente (40% a 45% de álcool) e, portanto, normalmente diluído em água fria ou gelada. 